# آنیتا بسنت
آنیتا بسنت (انگلیسی: Anita Basnet؛ زادهٔ ۱ ژانویهٔ ۲۰۰۰) بازیکن فوتبال اهل نپال است.
وی همچنین در تیم ملی فوتبال زنان نپال بازی کرده‌است.